# Григорий Мастридер
Григорий Мастридер (при рождении — Григорий Витальевич Фёдоров; род. 9 августа 1993, Акмола) — видеоблогер, подкастер, юрист, шахматист. Ведущий YouTube-канала «Книжный чел» и Telegram-канала «Мастриды», совместно с Александром Фарсайтом ведёт подкаст «Терминальное чтиво» (ранее — передача «Терминальное чтиво» на радио «Говорит Москва»).

## Биография
Родился 9 августа 1993 года в Акмоле (ныне – Астана).

### Университет
В 2010—2014 гг. учился на Международно-правовом факультете МГИМО, который окончил с красным дипломом. Проходил обучение в Университете г. Марбурга на юридическом факультете. Окончил магистратуру Международного института управления МГИМО.

### Юридическая карьера
В 2013 году начал работать стажером, а затем юристом в московских офисах международных юридических фирм: сначала Gide Loyrette Nouel, затем Hogan Lovells. Работал в практике государственно-частного партнерства. Является соавтором законов и поправок к законам о государственно-частном партнерстве и концессиях Украины, Армении, Сербии, Кыргызстана. Принимал участие во внедрении поправок в закон о концессионных соглашениях и разработке проекта федерального закона о ГЧП.
В 2021 году был включен в рейтинг лучших юристов России по версии «Коммерсантъ» в номинации «Государственно-частное партнерство».

## Творчество
В 2015 году начал вести паблик «Мастриды», в котором продвигал идеи рациональности, трансгуманизма, нонконформизма, эффективного альтруизма, затем – создал канал «Мастриды» в Telegram. Изначально это был анонимный паблик для друзей, однако по мере роста популярности стал серьезнее относиться к ведению канала, после чего создал либо выкупил у авторов еще несколько Telegram-каналов. К 2017 году суммарная аудитория его каналов в Telegram достигла более 150 тысяч подписчиков: после того, как каналы стали приносить существенный доход, в начале 2018 года Мастридер уволился из юридической фирмы, чтобы уделять медиапроектам больше времени.

### «Мастриды» (Telegram)
Канал в Telegram, посвященный рациональности, трансгуманизму, трендам развития общества, продуктивности и лучшим текстам англоязычного и русскоязычного интернета на эти и другие темы. Неоднократно попадал в подборки лучших русскоязычных каналов в Telegram.
По состоянию на октябрь 2022 года на канале 59 тысяч подписчиков.

### Slang Bang (Telegram)
В 2017 году приобрел канал SlangBang в Telegram: за последующий год число подписчиков канала выросло с 33 до 78 тысяч. В сентябре 2018 года стал жертвой мошенника, который под предлогом выкупа канала за 2 миллиона рублей получил к нему доступ. Впоследствии вернул канал с помощью услуг посредника.
В 2021 году написал и опубликовал в издательстве «АСТ-Эксмо» книгу «Slang Bang! Путеводитель по английскому сленгу» тиражом 2500 экземпляров по материалам канала совместно с соавтором канала Елизаветой Кукуленко.
По состоянию на октябрь 2022 года на канале 67 тысяч подписчиков.

### «Терминальное чтиво»
С января по май 2018 года был ведущим передачи «Терминальное чтиво» на радиостанции «Говорит Москва» совместно с Александром Фарсайтом. В мае 2018 года передача была закрыта после предупреждения Роскомнадзора. С июня 2018 года она продолжила существование как подкаст «Терминальное чтиво», который публикуется в Apple Podcasts, Spotify, ВКонтакте, Яндекс. Музыке и других подкастинг-сервисах.
Формат подкаста — обсуждение инсайтов, исследований и трендов в сфере, к которой принадлежит гость соответствующего выпуска. Гостями подкаста в разное время становились Ася Казанцева, Schokk, Никас Сафронов и другие.

### «Книжный чел»
В 2018 году создал YouTube-канал «Книжный чел», посвященный популяризации чтения, рационального мышления, трансгуманизма, биохакинга и других новых тенденций. С начала создания канала на нем выходит видеоподкаст о литературе и любимых книгах интересных людей «Книжный чел». Первый выпуск был о рэпере Эрнесто Заткнитесь. Гостями шоу становились Людмила Улицкая, Леонид Парфенов, Фредерик Бегбедер, Дмитрий Быков, Дмитрий Глуховский, Ася Казанцева, Антон Долин, Захар Прилепин и другие.
В 2020 году получил премию «Блог-пост. Лучший книжный блог года на YouTube»: награждение состоялось на 33-й Московской международной книжной ярмарке.

### «Мастриды» (YouTube)
С июля 2019 года на канале «Книжный чел» также выходит шоу «Мастриды» – видеоблог о рациональности, трансгуманизме, продуктивности, трендах развития общества и лучших книгах.

### «Передача Фарсайта»
C 2020 года на канале «Книжный чел» также выходит шоу Александра Фарсайта о культуре «Передача Фарсайта», продюсером которого выступает Григорий Мастридер. Выпуски посвящены театру, кино, музыке, литературе, современной и классической культуре.

### Mustreader (YouTube)
В январе 2020 года создал для международной аудитории англоязычный YouTube-канал Mustreader, где в формате видеоподкаста беседует с мировыми экспертами в сфере трансгуманизма, биохакинга и других сферах (в числе гостей – Обри ди Грей, Брайан Кеннеди, Крис Дэнси, Жоао Педро де Магалхаеш, Чарли Кэм и другие), а также записывает сольные ролики по этим темам.
По состоянию на октябрь 2022 года на англоязычном канале Mustreader около 5 тысяч подписчиков.

### Greg Mustreader (TikTok)
С 2021 года ведет англоязычный аккаунт в TikTok о трендах развития общества и технологий. По состоянию на октябрь 2022 года на аккаунте 130 тысяч подписчиков.

## Хобби
Увлекается рэп-фристайлом. В конце каждого выпуска подкаста «Терминальное чтиво» создает фристайл совместно со своим соведущим Александром Фарсайтом и некоторыми гостями.
Любит путешествия. Был в 45 странах. Называет себя сторонником концепции «авантюрных путешествий», относя к таковым свои поездки в КНДР, путешествие с друзьями на автодоме по 14 странам Восточной Европы за 20 дней и поездку на Burning Man. Кандидат в мастера спорта по шахматам.
Библиография
- Кукуленко Елизавета, Мастридер Григорий. Сленг Бэнг! Путеводитель по английскому сленгу. — АСТ, 2021. — 226 с. — (Научпоп Рунета). — ISBN 978-5-17-112074-0.